# Pour un flirt
Singles de Michel Delpech
Un coup de pied dans la montagne
(1970) La Vie, La Vie
(1971)
Pour un flirt est une chanson du chanteur français Michel Delpech, sortie en single le 19 mai 1971 chez Barclay. Elle est écrite et composée par Michel Delpech et Roland Vincent.
Devenant le tube de l'été 1971, il se classe à la première place des hit-parades en Belgique, au Danemark, en Finlande, en France, à la deuxième place aux Pays-Bas et à la septième place en Norvège. C'est le plus grand succès commercial de la carrière du chanteur.

## Contexte et sortie
Pour la sortie de son nouveau 45 tours Le Blé en herbe, du nom du roman de Colette, Michel Delpech a besoin d'une chanson pour la face B. Il écrit trois mots sur un bout de papier : « pour un flirt », trouve rapidement une mélodie et termine l'écriture de la chanson avec Roland Vincent en quelques heures. Le résultat est un contre-pied à la chanson L'Amour avec toi de Michel Polnareff, sortie en 1966. Michel Delpech utilise le mot « flirt » pour la chanson en s'inspirant de la musique britannique.
Sortie en mai 1971, Pour un flirt devient rapidement plus populaire que sa face A, étant préférée par les programmateurs des radios périphériques RTL et Europe 1, qu'ils diffusent fréquemment sur leur radio respective,. À la suite de ce succès, le 45 tours est réédité au cours de l'été avec les deux chansons inversées,. À l'automne 1971, Michel Delpech enregistre une version en allemand intitulée Ich pass' gut auf dich auf sur des paroles de Michael Kunze, ainsi qu'une version en italien (Per un flirt) et en espagnol (Por un flirt).

## Accueil commercial
En France, elle entre au hit-parade le 22 mai 1971 et se classe numéro un pendant quatre semaines à partir du 24 juillet et se vend à 600 000 exemplaires en 1971. En Belgique, Pour un flirt atteint la première place dans les hit-parades francophone et néerlandophone, tandis qu'aux Pays-Bas, elle atteint la deuxième place dans le Hilversum 3 Top 30 et une troisième place dans le Nederlandse Top 40.
Le 45 tours s'écoule finalement à plus d'un million d'exemplaires,,.

## Liste des titres
Toutes les chansons sont écrites et composées par Michel Delpech et Roland Vincent, sauf les paroles des adaptations.
| A. | Pour un flirt   | 3:24 |
| B. | Le Blé en herbe | 3:50 |

### Adaptations
| A. | Per un flirt (version italienne de Pour un flirt)                  | Giorgio Calabrese | 3:24 |
| B. | La montagna (version italienne d'Un coup de pied dans la montagne) | Giorgio Calabrese | 4:00 |

| A. | Ich pass' gut auf dich auf (version allemande de Pour un flirt)           | Michael Kunze | 3:30 |
| B. | Er war ein Fremder (version allemande d'Un coup de pied dans la montagne) | Michael Kunze | 3:58 |

| A. | Por un flirt (version espagnole de Pour un flirt) | Alfonso Alpin | 3:24 |
| B. | Les Groupies                                      |               | 2:10 |

## Crédits
- Michel Delpech – chant, paroles
- Roland Vincent – paroles, arrangements, direction musicale
- Naps Lamarche – réalisation artistique
- René Ameline – prise de son
- Georges Tourdjman – photographie

Enregistré au studio Davout à Paris.

## Classements et certifications
| Classement (1971)                       | Meilleure position |
| --------------------------------------- | ------------------ |
| Allemagne de l'Ouest (Media Control)    | 21                 |
| Belgique (Flandre Ultratop 50 Singles)  | 1                  |
| Belgique (Wallonie Ultratop 50 Singles) | 1                  |
| Danemark (IFPI)                         | 1                  |
| Finlande (Suomen virallinen lista)      | 1                  |
| France (CIDD)                           | 1                  |
| Italie (Musica e dischi),               | 17                 |
| Japon (Oricon)                          | 27                 |
| Norvège (VG-lista)                      | 7                  |
| Pays-Bas (Nederlandse Top 40)           | 3                  |
| Pays-Bas (Nationale Hitparade)          | 2                  |
| Suède (Sverigetopplistan)               | 3                  |

| Classement (2016)                          | Meilleure position |
| ------------------------------------------ | ------------------ |
| Belgique (Wallonie Back Catalogue Singles) | 8                  |
| France (SNEP)                              | 26                 |

| Classement (1971)              | Position |
| ------------------------------ | -------- |
| Belgique (Flandre Ultratop)    | 2        |
| France (SNICOP)                | 7        |
| Pays-Bas (Nederlandse Top 40)  | 37       |
| Pays-Bas (Nationale Hitparade) | 43       |

### Certification
| Pays                                                             | Certification | Ventes certifiées |
| ---------------------------------------------------------------- | ------------- | ----------------- |
| France (CIDD)                                                    | Or            | 500 000*          |
| *Ventes selon la certification xNon précisé par la certification |               |                   |

## Dans la culture
Sauf indication contraire, les informations mentionnées dans cette section peuvent être confirmées par le générique de fin de l'œuvre audiovisuelle présentée ici, ainsi que par la base de données cinématographiques IMDb,  présente dans la section « Liens externes ».
Cette chanson de Michel Delpech est reprise plusieurs fois dans diverses œuvres ou émissions télévisuelles :
- 2006 : Didine, film de Vincent Dietschy (bande originale) ;
- 2006 : interprétée par Gérard Depardieu dans le film Quand j'étais chanteur de Xavier Giannoli ;
- 2008 : parodiée par Ultra Vomit sur l'album Objectif : Thunes sous le titre Pour un mosh ;
- 2011 : À vos caisses, téléfilm de Pierre Isoard ;
- 2011 : interprétée par Benjamin Siksou dans le film Toi, moi, les autres d'Audrey Estrougo ;
- 2022 : reprise dans une publicité pour une agence en ligne de location ou vente de logement (seloger.com).

## Reprises et adaptations
Cette chanson a aussi été adaptée dans différentes langues par d'autres artistes :
- en anglais sous le titre Flirt et interprétée par Jonathan King en 1971, cette version atteint la 22e place du UK Singles Chart en mars 1972[28] ;
- en allemand sous le titre Nur ein flirt interprétée par Randolph Rose (de) en 1971, qui atteint la 21e place du hit-parade allemand ;
- une version tchèque a aussi vu le jour en 1972 sous le titre To byl žert interprétée par Pavel Liška (cs).
- En finnois sous le titre Flirtaten interprétée par Kai Hyttinen (fi) en 1972.